# ...Dawn/Dream II
...Dawn/Dream II è un album raccolta del gruppo musicale svedese Pan.Thy.Monium, pubblicato nel 2010. Contiene le tracce della loro demo (...Dawn, del 1990) e del loro EP di debutto (Dream II, del 1991).

## Tracce
1. Dauwhnn – 3:45
2. Zenotaffph – 3:14
3. Klievieage – 2:57
4. Ekkhoeece – 0:44
5. I – 4:26
6. II – 3:31
7. III – 3:46
8. Vvoiiccheeces – 1:29

## Formazione
- Derelict - voce
- Mourning - chitarra
- Day DiSyraah - basso, tastiere
- Winter - batteria, percussioni, violino